# Wild (2016)
Wild is een Duitse film uit 2016, geschreven en geregisseerd door Nicolette Krebitz. De film ging in wereldpremière op 24 januari op het Sundance Film Festival in de World Cinema Dramatic Competition.

## Verhaal
Ania woont in een mondaine koude stad. Wanneer ze een wilde wolf ontmoet ontwaakt een diepgewortelde passie in haar die de sleur van haar saaie bestaan verbreekt. Ze is vastbesloten om het ongetemde dier te volgen en trekt onverschrokken de natuurlijke wereld in.

## Rolverdeling
| Acteur             | Personage |
| ------------------ | --------- |
| Lilith Stangenberg | Ania      |
| Georg Friedrich    |           |